# Diario de Pontevedra
Le Diario de Pontevedra est un journal quotidien espagnol publié dans la ville de Pontevedra depuis 1889, appartenant depuis 1999 au groupe El Progreso.
Il s'agit d'un journal éminemment local et provincial, centré sur la région de Pontevedra. Il compte des bureaux à Marín, Bueu, Poio, Sanxenxo et O Grove, Vilagarcía de Arousa, Caldas de Reis, Vigo, Lalín et A Estrada.

## Histoire
Dans le passé, il y a eu plusieurs journaux sous le titre de Diario de Pontevedra. Une première publication est parue en juin 1879, sous la direction de Claudio Cuveiro, mais elle a été de courte durée; cette publication a disparu quelques mois plus tard, en octobre 1879. En 1887 un journal est à nouveau publié sous le titre de Diario de Pontevedra.
Né à l'origine comme une publication proche du Parti Libéral, le journal a adopté pendant la période de la Seconde République des positions ultraconservatrices et en vient à s'aligner sur le secteur le plus à droite de la CÈDE. Il continuera à être publié jusqu'en 1939, étant suspendu à la fin de la Guerre civile.
Le 15 septembre 1963 le journal est récupéré pour la ville, à l'initiative de la Chambre de commerce de Pontevedra. Emilio González de Hoz était à la tête du Conseil d'administration, accompagné d'Enrique Paredes comme directeur. Cette publication a cependant cessé de paraître en septembre 1967 en raison de problèmes économiques.
Le journal réapparaît le 2 avril 1968 lorsque les travailleurs du Diario de Pontevedra, dans le but de rendre le journal économiquement et commercialement viable, créent une coopérative de production industrielle. Cette formule a été maintenue jusqu'à ce que le Diario soit intégré au groupe de communication El Progreso.

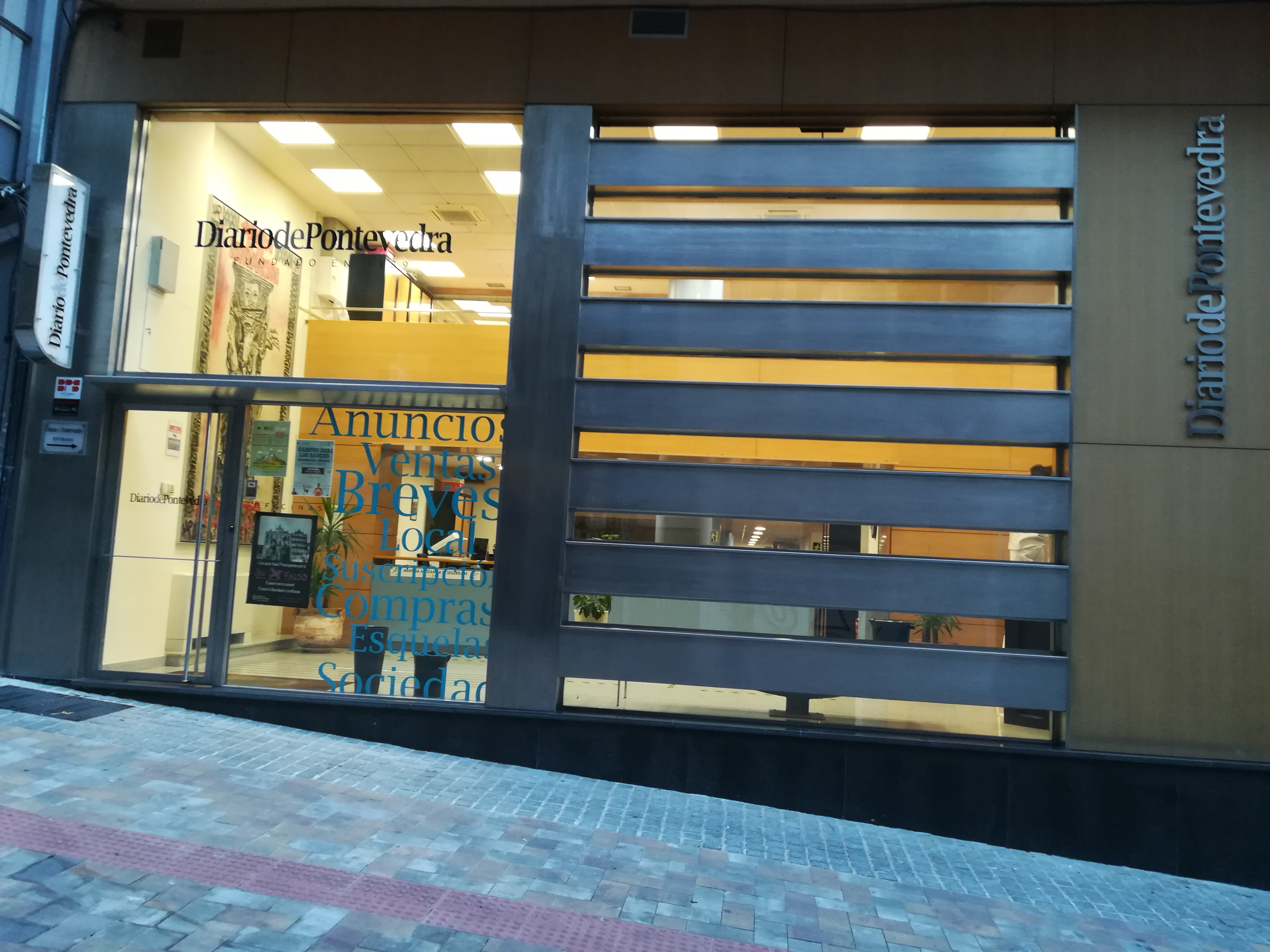
Siège du Diario de Pontevedra, 5 rue Lepanto

Le Diario de Pontevedra, une fois pleinement intégré au groupe El Progreso, sous la présidence de Blanca García Montenegro, est devenu l'un des journaux à la croissance la plus rapide d'Espagne, dirigé par un groupe de jeunes gens, hautement qualifiés en journalisme ainsi qu'en gestion et en marketing.

## Direction du journal
Les directeurs du Diario de Pontevedra depuis 1968 ont été les suivants:
- Pedro Antonio Rivas Fontenla (1968-1995)
- José Luís Adrio Poza (1995-2000)
- Antón Galocha (2000-2013)
- Pedro Antonio Pérez Santiago (2013-2016)
- Miguel Ángel Rodríguez (2016-)